# Leptotrichella subnitidula
Leptotrichella subnitidula là một loài Rêu trong họ Dicranaceae. Loài này được (Thér. & P. de la Varde) Ochyra mô tả khoa học đầu tiên năm 1997.